# عالیه بنت ظبیان
عالیه دختر ظبیان، از همسران محمد بود، وقتی طبق آیهٔ بیست و هشت سورهٔ احزاب مخیر شد بین دنیا و پیامبر یکی را انتخاب کند، وی دنیا را انتخاب کرد و از پیامبر جدا شد و بعداً با پسرعمویش ازدواج کرده و فرزند دار شد. اینکه توانسته پس از جدایی با کسی ازدواج کند قبل از ممنوعیت ازدواج با همسران محمد طبق آیه پنجاه و سه احزاب بوده‌است.